# Deutsches Bellistum
Das Deutsche Bellistum (französisch: bailliage d'Allemagne) war einer der drei Verwaltungsbezirke des Herzogtums Lothringen.

## Geschichte
Das bailliage d'Allemagne umfasste den deutschsprachigen Norden des Herzogtums. Die anderen beiden Bellistümer waren die bailliage de Nancy mit Sitz in Nancy und die bailliage de Vôge mit Sitz in Mirecourt.
Auf dem Gebiet des Deutschen Bellistums gab es zahlreiche Exklaven der Drei Bistümer, die nicht zu Lothringen gehörten.
Leitender Beamter war der vom Herzog eingesetzte Bellis (auch Deutschbellis, französisch: bailli). Sitz des Deutschen Bellistums war ab dem 14. Jahrhundert bis in das 17. Jahrhundert Wallerfangen.
1594 umfasste das Deutsche Bellistum Sierck, Siersberg, Amt Schaumberg, Merzig-Saargau, Wallerfangen, Berus, Metzerbolchen, Falkenberg, Homburg und Sankt Avold, Forbach, Püttlingen, Saargemünd, Bitsch, Saaralben, Saareck, Saarburg, Pfalzburg, Mörchingen, Mörsberg, Duß und Marsal.
Zwischen 1632 und 1661 war Lothringen französisch besetzt. Auf dem Höhepunkt der Reunionspolitik gehörte das Deutsche Bellistum bis 1697 zur französischen Saarprovinz. Im Frieden von Rijswijk 1697 erhielt Herzog Leopold die Herzogtümer Bar und Lothringen. Die Festungen Longwy und Saarlouis verblieben bei Frankreich. Leopold ehelichte 1698 Élisabeth Charlotte de Bourbon-Orléans, Nichte des französischen Königs Ludwig XIV.
Nachdem Wallerfangen im 17. Jahrhundert von Frankreich eingenommen wurde und die Stadt 1687/88 demoliert wurde, um die Festungsstadt Saarlouis zu bauen, verlegte Herzog Leopold 1698 den Sitz des Bellistums nach Saargemünd.
1710 umfasste das Deutsche Bellistum Saargemünd (Sarreguemines), Busendorf (Bouzonville), Insmingen (Insming), Dieuze (Duß), St. Avold, Bitsch (Bitche), Bockenheim (Bouquenom), Saarwerden (Sarrewerden), Bolchen (Boulay), Siersberg, Schombourg, Saaralben (Sarralbe), Mörchingen (Morhange), Saareck, Lixheim und Finstingen (Fénétrange).
Herzog Franz III. verzichtete 1737 auf die Herzogtümer Bar und Lothringen um Maria Theresia heiraten und einige Jahre später Römisch-deutscher Kaiser werden zu können. An seiner Stelle wurde der exilierte polnische König Stanislaus I. Leszczyński, der Schwiegervater des französischen Königs Ludwig XV., auf Lebenszeit Herzog von Bar und Lothringen. Nach dessen Tod sollten die Herzogtümer an Frankreich fallen. Stanislaus führte Lothringen in großangelegten Verwaltungsreformen an Frankreich heran. So machte er 1748 Französisch zur alleinigen Amtssprache des Deutschen Bellistums. 1751 löste er das Deutsche Bellistum auf.
Daraus entstand der Wahlkreis Saargemünd (arrondissement électoral de Sarreguemines) mit den neuen bailliages Sarreguemines, Dieuze, Château-Salins, Bitche, Fénétrange, Lixheim, Boulay und Bouzonville.
Nach Stanislaus' Tod 1766 fielen Lothringen und Bar an Frankreich.
Mit der Französischen Revolution kam das Gebiet 1790 zum Département Moselle und zum Département Meurthe. Der Vorschlag von Abgeordneten aus Sarreguemines, ein deutschsprachiges Département zu bilden, wurde von der Nationalversammlung abgewiesen.
Im Zweiten Pariser Frieden 1815 wurde das Gebiet geteilt: Saarlouis und Umgebung kamen zu Preußen und liegen heute im Saarland.